# San Giorgio di Nogaro
San Giorgio di Nogaro – miejscowość i gmina we Włoszech, w regionie Friuli-Wenecja Julijska, w prowincji Udine.
Według danych na rok 2004 gminę zamieszkiwało 7312 osób, 292,5 os./km².
W miejscowości znajduje się stacja kolejowa San Giorgio di Nogaro.